# Zaselje (Republika Serbska)
Zaselje (cyr. Засеље) – wieś w Bośni i Hercegowinie, w Republice Serbskiej, w gminie Kotor Varoš. W 2013 roku liczyła 123 mieszkańców.